# Nothing's Gonna Change My Love for You
Singles de George Benson
Beyond the Sea (La Mer)
(1985) Kisses in the Moonlight
(1986)
Nothing's Gonna Change My Love for You est une chanson composée et écrite par Michael Masser (en) et Gerry Goffin. Elle est interprétée pour la première fois par le chanteur et guitariste américain George Benson pour son album 20/20. Sa version sort en single le 12 avril 1985 en Europe sur le label Warner Bros. Records.
La chanson est popularisée en 1987 par le chanteur américain Glenn Medeiros dont c'est le premier single. La chanson rencontre un important succès, se classant en tête des ventes dans plusieurs pays.

## Histoire
George Benson enregistre son album 20/20 en 1984. La chanson Nothing's Gonna Change My Love for You figure sur l'album et a été sélectionnée comme quatrième single de l'album dans un nombre limité de pays : Allemagne, Pays-Bas et Belgique, se classant dans les hit parades de ces deux derniers,.
Le titre en face B est une reprise de la chanson Beyond the Sea, également présente sur l'album 20/20, et qui est déjà sortie en single aux États-Unis et certains pays européens.

## Liste des titres
| A. | Nothing's Gonna Change My Love for You | 4:04 |
| B. | Beyond the Sea (La Mer)                | 4:10 |

## Crédits
- George Benson – chant, solo de guitare
- Robbie Buchanan – claviers, programmation du synthétiseur, arrangements
- Dann Huff – guitare
- Nathan East – basse
- Carlos Vega – batterie
- Richard Marx – chœurs

Crédits adaptés du livret de l'album 20/20.

## Classements hebdomadaires
| Classement (1985)                      | Meilleure place |
| -------------------------------------- | --------------- |
| Belgique (Flandre Ultratop 50 Singles) | 29              |
| Pays-Bas (Nederlandse Top 40)          | 43              |
| Pays-Bas (Single Top 100)              | 43              |

## Version de Glenn Medeiros
Singles de Glenn Medeiros
Lonely Won't Leave Me Alone
(1988)
Nothing's Gonna Change My Love for You interprété par Glenn Medeiros sort en single tout d'abord en 1986 sur le label indépendant américain Amherst Records puis en mars 1987 chez Mercury Records. Il est extrait de l'album Glenn Medeiros.
La chanson connaît un succès international. Glenn Medeiros l'a également enregistrée en espagnol en 1990, sous le titre Nada cambiara mi amor por ti. En 2011 il l'interprète en duo avec la chanteuse belge Lindsay (Lindsay De Bolle) dans une version bilingue (anglais-néerlandais).

### Classements hebdomadaires
| Classement (1987-1988)                 | Meilleure place |
| -------------------------------------- | --------------- |
| Afrique du Sud (Springbok Radio)       | 2               |
| Allemagne (GfK Entertainment)          | 20              |
| Australie (Kent Music Report)          | 10              |
| Autriche (Ö3 Austria Top 40)           | 12              |
| Belgique (Flandre Ultratop 50 Singles) | 2               |
| Canada (RPM 100 Singles)               | 1               |
| États-Unis (Billboard Hot 100)         | 12              |
| France (SNEP)                          | 1               |
| Irlande (IRMA)                         | 1               |
| Norvège (VG-lista)                     | 2               |
| Pays-Bas (Nederlandse Top 40)          | 1               |
| Pays-Bas (Single Top 100)              | 1               |
| Royaume-Uni (UK Singles Chart)         | 1               |
| Suède (Sverigetopplistan)              | 2               |
| Suisse (Schweizer Hitparade)           | 8               |

### Certifications
| Pays                  | Certification | Unités certifiées |
| --------------------- | ------------- | ----------------- |
| Canada (Music Canada) | Or            | 50 000            |
| France (SNEP)         | Or            | 500 000           |
| Pays-Bas (NVPI)       | Or            | 75 000            |
| Royaume-Uni (BPI)     | Or            | 500 000           |

## Autres reprises
En 2002 le chanteur allemand Oli.P accompagné par la chanteuse allemande Tina Frank enregistre une version en partie interprétée en allemand. Le single se classe 30e en Allemagne et 46e en Autriche.
D'autres artistes ont repris la chanson, parmi lesquels Engelbert Humperdinck ou le groupe Westlife.